# Symplocos tenuifolia
Symplocos tenuifolia är en tvåhjärtbladig växtart som beskrevs av August Brand. Symplocos tenuifolia ingår i släktet Symplocos och familjen Symplocaceae. Inga underarter finns listade i Catalogue of Life.